# Anders Sjöberg (präst)

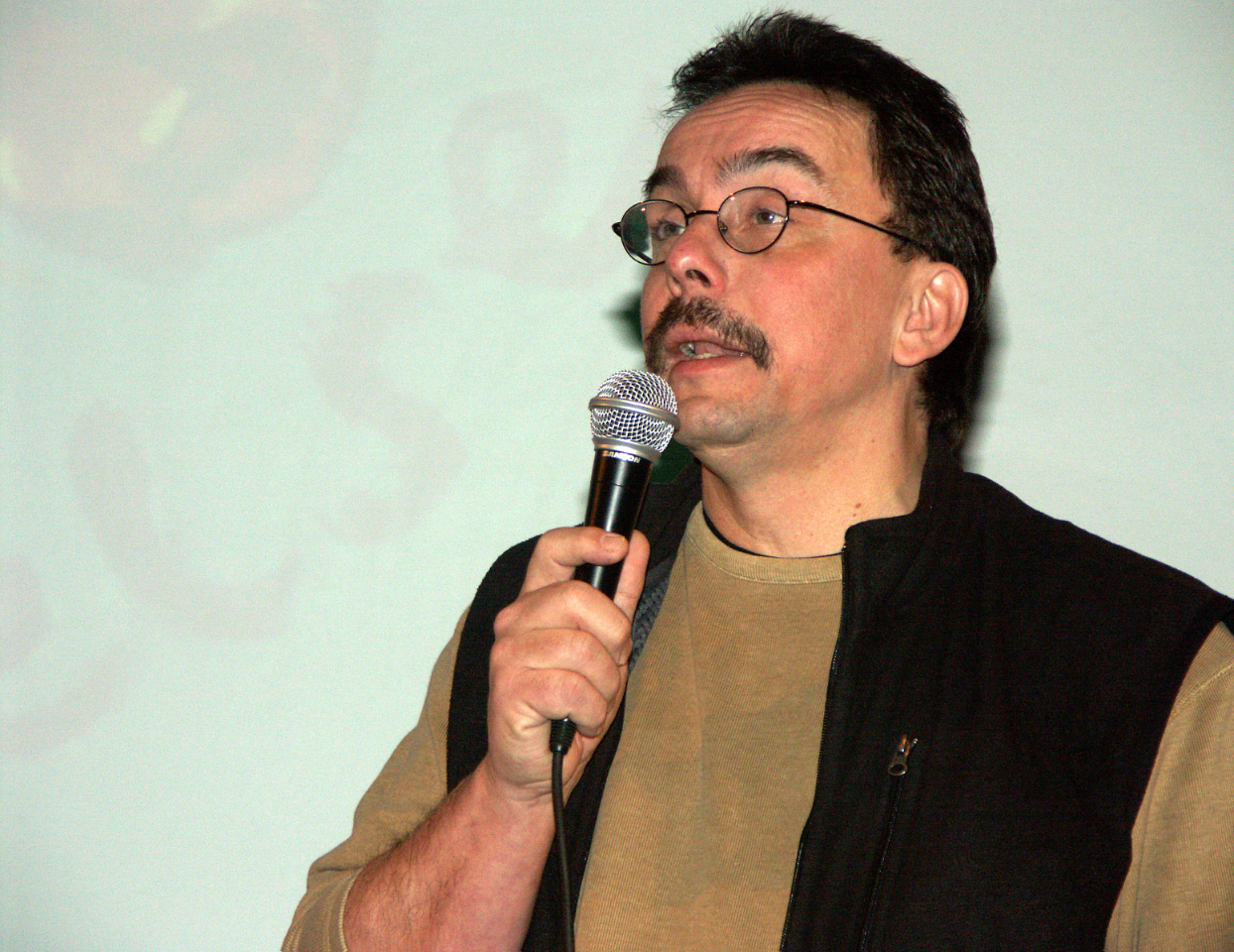
Anders Sjöberg talar vid en medarbetarkonferens.

Anders Johan Sjöberg, född den 15 februari 1957 i Enköpings församling, Uppsala län, är en svensk präst och teolog. 
Sjöberg, som är teologie licentiat, är även författare till ett flertal böcker. Han var missionsföreståndare för Evangeliska Fosterlandsstiftelsen 2001–2009 och ordförande i Svenska Evangeliska Alliansen 2010–2012.

## Biskopsvalet i Göteborgs stift 2003
Sjöberg var aktuell vid biskopsvalet i Göteborgs stift 2003 då han vann första valomgången, men förlorade i andra valomgången med 42 procent av rösterna mot Carl Axel Aurelius 58 procent.